# Cypripedium lentiginosum
Cypripedium lentiginosum är en orkidéart som beskrevs av Phillip James Cribb och Sing Chi Chen. Cypripedium lentiginosum ingår i släktet guckuskor, och familjen orkidéer. Inga underarter finns listade i Catalogue of Life.